# John Salas
John Michael Salas Torres, noto semplicemente come John Salas (12 ottobre 1996), è un calciatore cileno, difensore dell'Unión La Calera.